# 6278 Ametkhan
6278 Ametkhan eller 1971 TF är en asteroid i huvudbältet som upptäcktes den 10 oktober 1971 av den rysk- sovjetiska astronomen Bella Burnasjeva vid Krims astrofysiska observatorium på Krim. Den är uppkallad efter Amet-Chan Sultan.
Asteroiden har en diameter på ungefär åtta kilometer och den tillhör asteroidgruppen Nysa.